# Lovinobanská brázda
Lovinobanská brázda je geomorfologickou částí Cinobanského predhoria, podcelku Revúcké vrchoviny.  Zabírá západní část podcelku, v okolí obcí Divín a Lovinobaňa v severní části okresu Lučenec.

## Polohopis
Území Lovinobanské brázdy se nachází v západní části Revúcké vrchoviny a rozděluje na dvě části podcelek Cinobanské predhorie. Rozkládá se na horním toku Krivánského potoka a v oblasti jeho přítoků, Budínského a Dobročského potoka. Ve střední části je vybudována vodní nádrž Ružiná a celá oblast patří do povodí řeky Ipeľ. Ze sídel zde leží Divín, Lovinobaňa, Mýtna, Podrečany, Ružiná, Dobroč, Kotmanová a Píla.
Lovinobanskou brázdu obklopuje ze západu a východu Cinobanské predhorie, severozápadně navazuje pohoří Ostrôžky, severně sousedí Sihlianska planina, podcelek Veporských vrchů, severovýchodně i Málinské vrchy, podcelek Stolických vrchů. Údolí Krivánského potoka pokračuje jižním směrem do Lučenské kotliny, kde leží Novohradské terasy a Poltárska pahorkatina.

## Chráněná území
Západní okraj Revúcké vrchoviny leží mimo velkoplošná chráněná území. Z maloplošných, zvláště chráněných lokalit, se zde nachází přírodní rezervace Ružinské jelšiny a Príbrežie Ružinej. Na horním toku Krivánského potoka (již mimo Lovinobanskou brázdu) je stejnojmenná přírodní památka.

## Turismus
Okrajová část Revúcké vrchoviny patří mezi nejatraktivnější oblasti regionu. Především okolí obcí Divín a Ružiná nabízí na pobřeží vodní nádrže Ružiná množství ubytovacích a rekreačních kapacit. V blízkosti se nacházejí i ruiny Divinského hradu, jakož i kalvárie s křížovou cestou u obce Ružiná.

### Značené trasy
- po červeně značené trase z vrchu Sedem chotárov přes Divín, Mýtnou, Dobroč a Kotmanovou do lokality Hrnčiarky
- po modře značené trase:
  - z Podrečan na Sedem chotárov (602 m n. m.)
  - z lokality Hrnčiarky přes Lovinobaňu a Divín na Javor (821 m n. m.)
- po zeleně značené trase:
  - z ATC Ružiná přes Ružinou do sedla Žiar
  - z Lovinobaně do Sedla pod Hradným
- po žlutě značené trase:
  - z Píly na Divinské lazy
  - z Divína do Budiné
  - z Dobroče na rozc. Vrchdobroč
  - z ATC Ružiná na Sedem chotárov[3]